# Johanna Röhrig

Johanna Röhrig

Johanna Röhrig (* 9. Januar 1993 in Hamburg) ist eine deutsche Geigerin.

## Leben

### Ausbildung
Johanna Röhrig wurde als älteste Tochter eines musikalischen Lehrerehepaares 1993 in Hamburg geboren. Im Alter von sechs Jahren begann sie mit dem Geigenunterricht, der von der Hans-Kauffmann-Stiftung sowie der Feldtmann-Kulturell-Stiftung gefördert wurde. Ihre Lehrer waren Waltraud Krause, Radboud Oomens, und Thomas Mittelberger am Hamburger Konservatorium in Sülldorf (2009–2012).
2012 begann Johanna Röhrig ihr Bachelorstudium an der Musikhochschule Lübeck bei Maria Egelhof, welches sie 2017 nach einem Wechsel an die Hochschule für Musik Freiburg zu Sebastian Hamann und Gottfried von der Goltz abschloss. Das letzte Jahr ihres Bachelorstudiums verbrachte Johanna Röhrig als Erasmusstipendiatin an der Royal Academy of Music in London bei Nicholas Miller.
Durch die Verleihung des Ethel Kennedy Jacob Awards der Royal Academy of Music sowie der Unterstützung durch die Oscar und Vera Ritter-Stiftung konnte Johanna Röhrig im Anschluss an den Erasmusaufenthalt ein Masterstudium bei Rodney Friend in London beginnen; dieses vollendete sie 2020 mit DipRAM Diplom (Auszeichnung der Royal Academy of Music) und Distinction.
2023 studierte sie an der Hochschule für Musik und Theater Hamburg für das Konzertexamen Violine,  das durch die Stipendien der Thörl-Stiftung, der Theodor-Rogler-Stiftung und des Studierendenwerkes Hamburgs (Fritz Prosiegel Stipendium) unterstützt wurde. Musikalische Impulse über ihr Studium hinaus erhielt Röhrig durch Meisterkurse u. a. bei Stephan Picard, Ulf Hoelscher, Elisabeth Kufferath, Nicola Benedetti und Petru Munteanu.

### Künstlerischer Werdegang
Als junge Geigerin konnte Johanna Röhrig Konzerterfahrungen mit internationalen Orchestern, Dirigenten und Musikpartnern in Deutschland, Spanien, Italien, Österreich, England und Griechenland sammeln.
Dazu zählen solistische Engagements u. a. mit der Deutschen Staatsphilharmonie Rheinland-Pfalz, der Norddeutschen Philharmonie Rostock und dem Orchester des Wandels sowie mit dem Royal Philharmonic Orchestra am Henley Festival und dem Orchestra of St John’s in London, dem dem St Johns Wood Choir in Oxford, neben weiteren Orchestern im europäischen Raum.
Im Jahr 2016 erreichte sie bei der International Competition Cittá di Padova in Italien den 2. Preis, woraufhin mehrere Konzerteinladungen nach Norditalien folgten. Als Solistin spielte sie mit Orchestern wie dem Radiophilharmonieorchester des NDR, dem Royal Philharmonic Orchestra in London, der Deutschen Staatsphilharmonie Rheinland-Pfalz, der Norddeutschen Philharmonie Rostock und weiteren Orchestern in Europa.
Im November 2018 spielte Johanna Röhrig Max Bruchs Violinkonzert in g-Moll op. 26 mit dem Landesjugendorchester Hamburg u. a. in der Hamburger Laeiszhalle Ende 2022 spielte Johanna Röhrig in der Musik- und Kongresshalle Lübeck, als eine von vier Solisten mit dem Orchester des Wandels unter Carlos Johnson, im Rahmen eines Klimakonzertes mit dem Klimaforscher Mojib Latif.
Im Jahr 2021 ging sie mit Horst Sohm und dessen Kammerorchester auf eine Spanientournee, bei einer Fernsehübertragung mit dem Philharmonischen Kammerorchester Wernigerode unter Leitung von Christian Fitzner spielte sie das Violinkonzert von Beethoven.
Darüber hinaus ist Röhrig auch als Kammermusikerin tätig. Ihre Auftritte waren beim Petworth Festival (England), im Hamburger Kultursommer und im Aurora Chamber Music Festival (Schweden), neben zahlreichen Recitals in Deutschland, England, Italien, Griechenland und Österreich. Dort wirkte sie mit Musikern wie Markus Schirmer, Hubert Rutkowski, Benjamin Schmid, Lawrence Power und Peter Bruns zusammen.

## Auszeichnungen
- 2014: 1. Preis des Wettbewerbs der Frühlingsakademie für Streicher Neustadt an der Weinstraße
- 2016: 2. Preis International Competition Cittá di Padova
- 2018: Ethel Kennedy Jacobs Award
- 2021: Golden Medal bei der Vienna International Music Competition[7]

## Aufnahmen/Mitschnitte (Auswahl)
- New Sound of Orchestra  – darauf I giorni von Ludovico Einaudi mit Rahel Senn und dem NDR Hannover unter Michael England[8]

- SCENE XIII (Existentia) – Johanna Röhrig in coop. with Yamaha Band & Orchestra (YSV-250)

- Après un rêve (Gabriel Fauré) (MUDI Productions)[9]

- Chaconne (Johann Sebastian Bach) (MICSFILMS)[10]

- Duokonzert mit Hubert Rutkowski[11]